# Monte Koška

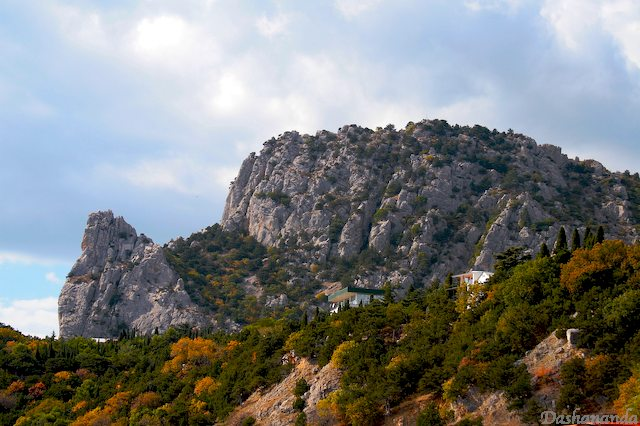
Il Monte Koshka

Il Monte Koška (in russo Гора́ Ко́шка, Кош-Кая, Соколиная скала?, in lingua ucraina: Гора́ Кі́шка, in lingua tatara di Crimea: Qoş qaya) è una altura posta sul versante meridionale dei monti della Crimea, situato nei pressi del villaggio di Simeïz, all'interno del circondario urbano del comune di Jalta, in Crimea.
In lingua tatara di Crimea il nome del monte significa roccia doppia, mentre in russo significa gatto, perché la sua forma ricorda quella di un gatto accovacciato.
L'altezza del monte è di 254 m s.l.m. Sulla sua sommità è installato l'osservatorio astronomico di Simeiz.